# Championnat du monde junior de street-hockey 2002
Navigation
Republique tchèque 2000 Slovaquie 2004
Le championnats du monde junior de street-hockey a eu lieu en 2002 en Suisse. C'est la 2e édition de cette épreuve. La Republique tchèque remporte son premier titre de Champion du monde en battant en finale la Slovaquie.

## Résultats

### Phase de groupes

#### Groupe A
| Rang  | Équipe    | Pts | J | G | N | P  | Bp | Bc  | Diff |
| ----- | --------- | --- | - | - | - | -- | -- | --- | ---- |
| +001, | Slovaquie | 3   | 3 | 0 | 0 | 20 | 2  | +18 | 6    |
| +002, | Tchéquie  | 3   | 2 | 0 | 1 | 46 | 3  | +43 | 4    |
| +003, | Suisse    | 3   | 1 | 0 | 2 | 15 | 6  | +9  | 2    |
| +004, | Italie    | 3   | 0 | 0 | 3 | 0  | 70 | -70 | 0    |

|  | Tchéquie | 4-0 | Suisse |  |

|  | Slovaquie | 15-0 | Italie |  |

|  | Suisse | 15-0 | Italie |  |

|  | Slovaquie | 3-2 | Tchéquie |  |

|  | Tchéquie | 40-0 | Italie |  |

|  | Slovaquie | 2-0 | Suisse |  |

#### Groupe B
| Rang  | Équipe     | Pts | J | G | N | P  | Bp | Bc  | Diff |
| ----- | ---------- | --- | - | - | - | -- | -- | --- | ---- |
| +001, | Canada     | 2   | 1 | 1 | 0 | 14 | 5  | +9  | 4    |
| +002, | États-Unis | 2   | 1 | 1 | 0 | 10 | 7  | +3  | 2    |
| +003, | Allemagne  | 2   | 0 | 0 | 2 | 2  | 14 | -12 | 0    |

|  | Canada | 9-0 | Allemagne |  |

|  | États-Unis | 5-2 | Allemagne |  |

|  | Canada | 5-5 | États-Unis |  |

### Demi-finales groupe
| Rang  | Équipe     | Pts | J | G | N | P  | Bp | Bc  | Diff |
| ----- | ---------- | --- | - | - | - | -- | -- | --- | ---- |
| +001, | Slovaquie  | 3   | 3 | 0 | 0 | 10 | 6  | +4  | 6    |
| +002, | Tchéquie   | 3   | 2 | 0 | 1 | 14 | 7  | +7  | 4    |
| +003, | Canada     | 3   | 1 | 0 | 2 | 10 | 10 | 6   | 2    |
| +004, | États-Unis | 3   | 0 | 0 | 3 | 8  | 21 | -13 | 0    |

|  | Slovaquie | 6-1 | États-Unis |  |

|  | Tchéquie | 4-2 | Canada |  |

|  | Canada | 3-1 | Slovaquie |  |

|  | Tchéquie | 10-1 | États-Unis |  |

### Troisième place
|  | Canada | 4-1 (1-0, 1-0, 2-1) | États-Unis |  |

### Finale
|  | Tchéquie | 3-2 (0-2, 2-0, 1-0) | Slovaquie |  |

### Classement final
| Place              | Équipe     |
| ------------------ | ---------- |
| Médaille d'or      | Tchéquie   |
| Médaille d'argent  | Slovaquie  |
| Médaille de bronze | Canada     |
| 4                  | États-Unis |
| 5                  | Suisse     |
| 6                  | Allemagne  |
| 7                  | Italie     |